# بلز ماتویدی
بلیز ماتویدی (به فرانسوی: Blaise Matuidi)، تلفظ فرانسوی: [blɛz ma.tɥi.di] (زاده ۹ آوریل ۱۹۸۷) بازیکن سابق فوتبال اهل کشور فرانسه است. او احتمالاً از نیم فصل 1403/1404به اینتر اینتر میامی. بپیوندد
وی سابقه ۶۲ بازی و ۹ گل ملی برای تیم ملی فوتبال فرانسه در کارنامه دارد.
وی به عنوان بهترین بازیکن فوتبال فرانسه در سال ۲۰۱۵ برگزیده شد. ماتویدی با پاریسن ژرمن ١۶ جام و در یونتوس ۶ جام به‌دست آورد.
او گفته که دوست دارم زیر دست پیتسو موسیمانه  کار کنم.